# Spårarscout
Spårarscout är en av åldersgrupperna inom Scouterna. Spårarscouter är oftast 8-9 år gamla. Som spårarscout får man prova på nya saker tillsammans med de andra scouterna på sin scoutavdelning. Spårarscouter lär sig genom att göra och utforskar grunderna inom friluftsliv. 
Tidigare kallades åldersgruppen bland annat miniorscout.